# Eugeniusz Weese
Eugeniusz Weese (ur. 16 sierpnia 1899 w Częstochowie, zm. w kwietniu 1986 w Hammersmith w Londynie) – polski prawnik i urzędnik konsularny.
Syn Karola i Ameli zd. Dreger. Wyznania ewangelicko-augsburskiego. Służył w Legionach Polskich (1914-1915), POW (1915-1918) i WP (1918-1919). Ukończył Szkołę Podchorążych POW w Częstochowie i Szkołę Podoficerską w 11 p.uł. Pracownik polskiej służby zagranicznej, m.in. zatrudniony w Ministerstwie Spraw Zagranicznych (1922-1933). W tym okresie studiował prawo (1931-1933), uzyskując tytuł mgr prawa. Kontynuował pracę w służbie zagranicznej, będąc urzędnikiem konsulatu generalnego w Charkowie (1933-1934), kier. konsulatu w Leningradzie i jednocześnie prowadzącym tamże placówkę wywiadowczą WII (1934-1939), radcą polskiego MSZ we Francji i w Wielkiej Brytanii (-1947). 
W trakcie pracy w Leningradzie koordynował sprawę wysłania szczątków Stanisława Augusta Poniatowskiego do Polski w 1938.